# Birkende Boldklub
Birkende Boldklub blev stiftet i 1965 og er placeret i byen Birkende i Kerteminde Kommune. Klubben har afdelinger inden for fodbold, tennis, badminton og gymnastik.
I 1984 byggede Birkende Boldklub et nyt klubhus med stor hjælp fra klubbens medlemmer og byens borgere.
I 1990 blev der etableret en tennisbane i forbindelse med klubhuset.
Det er en lille forening hvor sammenholdet og det sociale liv i og omkring klubben prioriteres højt, og der arrangeres sociale aktiviteter.
Klubbens bedste fodboldhold spillede i september 2010 i Serie 2.
Klubben har også andre fodboldhold, bl.a. et serie 4-herrehold og ungdomshold i alle aldre.